# Hoeningen
Hoeningen ist ein Ortsteil der Gemeinde Rommerskirchen im Rhein-Kreis Neuss in Nordrhein-Westfalen.

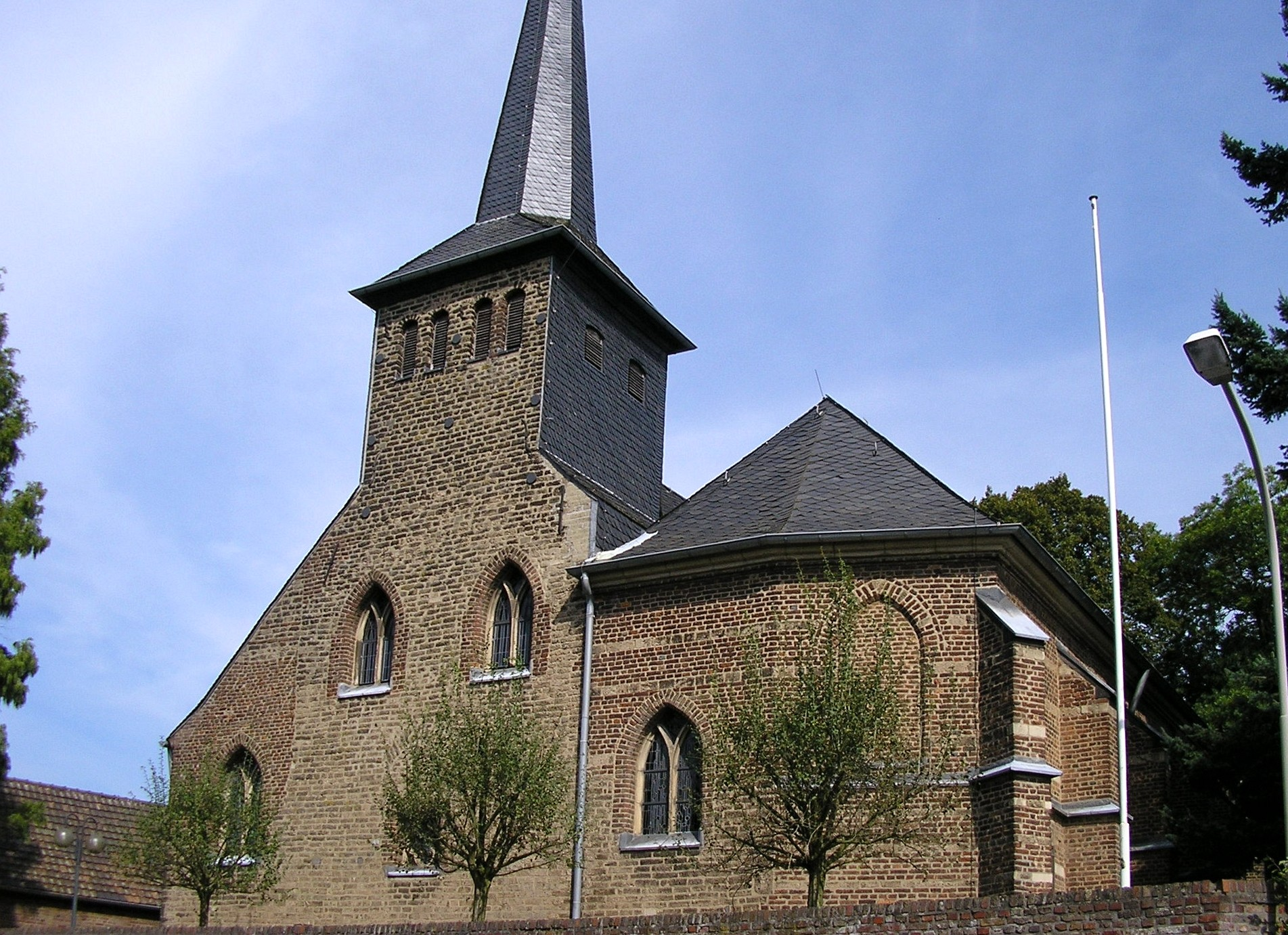
St. Stephanus zu Hoeningen

## Lage
Hoeningen grenzt im Süden an die Ortschaft Widdeshoven und im Nordwesten an das Dorf Ramrath. Im Nordosten verläuft der Strategische Bahndamm.

## Geschichte
Vermutlich entstand der Ort bereits im 6./7. Jahrhundert. Zumindest bestand bereits mit dem Hoeninger Haus ein Rittersitz, der ursprünglich aus einer Burg mit einem Wassergraben bestand. Noch heute wird die an diesem Ort bestehende Hofanlage von einem Wassergraben umgeben. Besitzer des Hoeninger Hauses war die Familie von Hoeningen. Einer ihrer Abkömmlinge war Otto von Hoeningen, der von 1276 bis 1280 Abt der Abtei Altenberg war. Im 10. Jahrhundert wurde Hoeningen als Hoangi erstmals in einer Urkunde erwähnt. Diese Urkunde kann allerdings nicht mehr gefunden werden. In dieser Zeit wurde die Ansiedlung als dem Kölngau zugehörig bezeichnet. Seit 1195 war der "Hoingen" auch Pfarrort mit der Pfarrkirche St. Stephanus. Der älteste Teil der Pfarrkirche ist romanisch. In Ramrath wurde bereits im 12. Jahrhundert die Lambertuskapelle auf einem künstlichen Hügel über dem Gillbach errichtet. 1227 wurden erstmals die Ritter von Hoengen erwähnt. Ihre Burg war seit 1387 ein kurkölnisches Offenhaus. Bis 1794 gehörte Hoeningen zum Dingstuhl Rommerskirchen im kurkölnischen Amte Hülchrath.
Nach dem Einmarsch der Franzosen 1794 wurde das linksrheinische Gebiet französisch. 1798 wurde das Rheinland von den Franzosen in vier Departements (Rur/Roer, Rhein-Mosel, Saar und Donnersberg) aufgeteilt. Departements waren in Arrondissements/etwa Regierungsbezirke unterteilt, diese wiederum in Cantone/etwa Kreise und diese wieder in Mairien/Bürgermeistereien. Als unterste Verwaltungseinheit entstand in diesem Gebiet die Mairie Evinghoven mit der Commune Hoeningen. Diese gehörte zum Kanton Elsen im Arrondissement Cologne im Département de la Roer. Nach dem Abzug der französischen Besatzungstruppen infolge des Zusammenbruchs des napoleonischen Reiches 1814 wurde das katholisch geprägte Rheinland beim Wiener Kongress dem protestantischen Preußen zugesprochen. Zunächst gehörte Hoeningen nur als Ort zur Bürgermeisterei Evinghoven und ab 1839 wurde die Gemeinde Hoeningen gebildet. Sie gehörte dem Landkreis Neuß an. Sie bestand aus den vier Ortschaften Hoeningen, Widdeshoven, Ramrath und Villau. Zwischen 1840 und 1882 wanderten mindestens 235 Menschen aus der Gemeinde Hoeningen in die USA aus. Seit 1906 ist Hoeningen am elektrischen öffentlichen Netz angeschlossen.
Im Zweiten Weltkrieg besetzten amerikanische Truppen 1945 das Gebiet um Hoeningen.
Am 1. Januar 1975 erfolgte die Auflösung der Gemeinde Hoeningen. Sie wurde Teil der Gemeinde Rommerskirchen.

### Gemeindevorsteher
- 1846–1850 Christian Wilhelm Grund – auch Bürgermeister von Evinghoven bis 1847
- 1850–1851 Heinrich Weihsdorf
- 1851–1852 Reiner Heusgen
- 1852–1856 Moritz Wermelskirchen – auch Bürgermeister von Evinghoven
- 1856–1862 Johann Peter Hoffmann
- 1893–1894 Adam Hesemann
- 1894–1918 Franz von Meer
- 1920–1933 Josef Hansen

### Bürgermeister
- 1946–1949 Jakob Schmitz
- 1949–1956 Franz Helten
- 1956–1961 Jakob Schmitz
- 1961–1974 Heinz Faller

## Freizeit

### Sport
Der lokale Fußballverein DJK Eintracht Hoeningen 1927 schaffte in der Saison 2006/2007 den Aufstieg und spielte bis zur Saison 2014/2015 in der Kreisliga B. 2008 wurde in Eigenleistung ein Clubheim mit Kabinen errichtet. 2009 baute der Verein als erster Verein im Kreis Neuss einen Kunstrasenplatz (Kleinspielfeld) in Eigenverantwortung. In der Saison 2018/2019 schaffte man erneut den Aufstieg.

### Vereine
- Gillbach-Musikanten[2] (aufgelöst)
- St. Sebastianus Schützenbruderschaft Hoeningen
- Tambourcorps Widdeshoven-Hoeningen
- KjG St. Stephanus Hoeningen
- Obstlerfreunde Hoeningen e. V.

### Öffentliche Einrichtungen
- Jugendtreff Step[3]

## Wirtschaft und Infrastruktur
Obwohl der Ort sehr klein ist, ist er als Zentrum der umliegenden Dörfer Ramrath, Villau und Widdeshoven zu sehen, da sich in Hoeningen die Kirche, der Kindergarten und die Schule befinden. Außer einer Bank und einer Kneipe – dem Hoeninger Hof – ist Einzelhandel in Hoeningen nicht vorzufinden. Dieser ist vermehrt in den Nachbarorten konzentriert.
Neben den genannten Betrieben ist noch ein Agrarhandelsunternehmen mit Getreidesiloanlagen am Ort, vorher gab es dort eine Windmühle, die im Zweiten Weltkrieg zusammengebrochen ist.

## Persönlichkeiten
- Josef Schmitz (1934–2018), Pädagoge und promovierter Historiker